# Liste der Bodendenkmäler in Hille
Die Liste der Bodendenkmäler in Hille enthält die denkmalgeschützten unterirdischen baulichen Anlagen, Reste oberirdischer baulicher Anlagen, Zeugnisse tierischen und pflanzlichen Lebens und paläontologischen Reste auf dem Gebiet der ostwestfälischen Gemeinde Hille im  Kreis Minden-Lübbecke in Nordrhein-Westfalen (Stand: Dezember 2019). Diese Bodendenkmäler sind in Teil B der Denkmalliste der Gemeinde Hille eingetragen; Grundlage für die Aufnahme ist das Denkmalschutzgesetz Nordrhein-Westfalen (DSchG NRW).

## Legende
- Bild: zeigt ein Bild des Bodendenkmals
- Bezeichnung: nennt den Namen bzw. die Bezeichnung des Bodendenkmals
- Lage: gibt die Gemarkung, sofern vorhanden auch Straße und Hausnummer des Bodendenkmals sowie die Lage auf einer Karte an
- Beschreibung: liefert weitere Informationen zum Bodendenkmal
- Datierung: gibt den Zeitraum der Entstehung bzw. Nutzung an
- Eingetragen seit: gibt das Datum der Eintragung in die Denkmalliste an
- Denkmalnummer: gibt die Nummer des Bodendenkmals, mit der es in der Denkmalliste steht, an

## Liste der Bodendenkmäler in Hille
| Bild                                      | Bezeichnung                                                                                    | Lage                                          | Beschreibung | Bauzeit             | Eingetragen seit | Denkmal- nummer |
| ----------------------------------------- | ---------------------------------------------------------------------------------------------- | --------------------------------------------- | --- | ------------------- | ---------------- | --------------- |
| Paläontologisches Bodendenkmal Lübberberg | Paläontologisches Bodendenkmal Lübberberg                                                      | Oberlübbe Auf dem Lübberberg Karte            | Aufgelassener Steinbruch im Jura am Lübberberg. Südexponierter Aufschluss am Blauen See mit umfangreichen Schichten des Doggers und Malms, die reich an Fossilien neritischen, aber auch terrestrischen Ursprungs sind. Bedeutsamer Fund einer Theropoden-Fährte im Jahr 2004. |                     |                  | 1               |
| BW                                        | Moor-Opferstätte                                                                               | Unterlübbe Hilferdingser Moor Karte           | Im Jahr 1916 auf einer Moorwiese entdeckter und erstmals 1938/39 teilfreigelegter archäologischer Fundplatz. Nach Verlust der Funde im Zweiten Weltkrieg erneute Grabungen in den Jahren 1985/86. Gefunden wurden u. a. Pfahlreihen, Balken, Reste einer Feuerstelle, Keramik sowie zahlreiche verstreute Tier- und Menschenknochen. Datierung der Funde auf die mittlere vorrömische Eisenzeit. Interpretation als Kult-/Opferstätte von überregionaler Bedeutung und damit seltenes Beispiel eines eisenzeitlichen Heiligtums in Nordrhein-Westfalen. | ca. 300–200 v. Chr. |                  | 2               |
|                                           | Paläontologisches Bodendenkmal Ehemaliger Steinbruch Störmer und angrenzende Geländeabschnitte | Oberlübbe Wallücke                            | |                     |                  | 3               |
|                                           | Mittelalterlicher Gräftenhof mit Siedlungsumfeld                                               | Hille In der Loge, Dorfstraße 18 und Umgebung | |                     | Oktober 2021     | 4               |